# المندسة (محافظة الجموم)
المندسة قرية سعودية، في محافظة الجموم بمنطقة مكة المكرمة، غرب المملكة العربية السعودية.